# 陽光海岸大學
陽光海岸大學（英語：University of the Sunshine Coast；簡稱USC）是澳大利亞昆士蘭州陽光海岸的一所公立大學。創校於1996年，初為陽光海岸大學院（Sunshine Coast University College），後於1999年升格為大學；距離府城布里斯本北端100公里，校地龐大，與木蘆拉國家公園為鄰，今有學子逾11,500名。

## 外部連結
- University of the Sunshine Coast （页面存档备份，存于）

26°43′01″S 153°03′44″E / 26.71694°S 153.06222°E